# 五筆
五筆（ごひつ）とは、筆画の形状（筆形）を5種類に大別して、それによって漢字を配列する方式をいう。日本ではあまりなじみがないが、中国ではとくに20世紀にはいってから発達した。

## 概要
中華人民共和国の標準的な方法では、筆形を「横（一）・竪（丨）・撇（丿）・点（丶）・折（乛）」の5種類に分ける。「札」という漢字が横・竪・撇・点・折の順なので、札字法と呼ばれることもある。右払い（捺）は点に、右上へのハネ（挑）は横に含める。古い方式では点が最初に来る（歴史の項を参照）。
漢字を配列するときにはまず初画の筆形を比較する（横画で始まる字が一番先に来る）。初画が等しい場合は同様に第2画、第3画……を比較する。
筆形による配列は簡便ではあるが、欠点もあるため（すべての画を比較するのは冗長、筆順に個人差がある、「山」の3画めのように竪か点かはっきりしない画がある）、それだけで用いることは少なく、他の配列方法の補助手段として（発音順や部首、総画などで同音ないし同画数の字を配列するのに使う）用いられることが多い。
1999年10月1日に公布された『GB13000.1 字符集漢字字序（筆画序）規範』(GF 3003-1999)では、GBKの文字（20902字）について総画数と筆形を定義している。この規格では筆形が等しい場合の順序も定義されている。

## 入力方法として
五筆はコンピュータやスマートフォンなどの中国語入力方法としても使われる。単純なものに五筆のそれぞれをテンキーの1から5までに配置して入力するものがある。香港で使われている九方輸入法は同様に五筆によっているが、テンキーの6-9を利用して部首を入力することで入力効率をあげている。
漢字を字根に分解する入力方法のうち、五筆字型入力方法や鄭碼は字根の配列に五筆を利用している。

## 歴史
清朝では「横（一）・竪（丨）・撇（丿）・点（丶）」の4つの筆形によって公文書（檔案）を分類することが行われていた。それぞれの画を初画に持つ漢字を並べた「江上千古」（丶丨丿一）などの方式があったが、いつ誰が考案したかは明らかでない。
1920年代から1930年代にかけて、部首画数にかわる新しい漢字の配列方法が多数考案された。文字の構造を元に文字を5大別し、さらに筆形を元にして5桁の数字を割りあてた洪業（ウィリアム・フン）の中国字庋㩪法（中国語版）は、ハーバード燕京研究所の引得（文脈つき一字索引）に使われた。漢字の四隅の筆形をもとに0から9までの4桁の数字を割りあてた王雲五の四角号碼（1926年）は今も用いられる。
筆画の種類を筆順に従って分類する方式として、陳立夫は五筆検字法を考案した。この方式では筆形を「点（丶）・横（一）・直（丨）・斜（丿）・屈（乛）」の5種類に分け、初画から第3画までの筆形によって検索できるようにした『五筆検字 学生字典』（中華書局1934年）を出版した。また、陳徳芸（ちんとくうん）は同様に筆形を「横（一）・直（丨）・点（丶）・撇（丿）・曲（乛）・捺（乀）・趯（右上へのハネ）」の7種類に分け、『徳芸字典』（良友図書1930年）や『古今人物別名索引』（嶺南大学図書館1937年）で使用した。
中華人民共和国では当初陳立夫の方式がよく使われた。『新華字典』の初期の版や『現代漢語詞典』の初版では部首画数索引で同一画数の字を並べるのにこの順序が使われている。
1964年に漢字査字法整理工作組によって拼音・部首・四角号碼・筆形の4種類の査字法の草案が公表された。4つの草案のいずれも筆形を利用していた（拼音では同音字、部首では同画数の字を並べるのに使う）。
- 拼音・部首査字法では「横（一）・竪（丨）・撇（丿）・点（丶）・折（乛）」の5種類
- 筆形査字法では「横（一）・竪（丨）・撇（丿）・点（丶）・正折（乛）・反折（乚）・方（囗）」の7種類